# Uleanivske, Semenivka
Uleanivske (în ucraineană Улянівське) este un sat în comuna Tîmonovîci din raionul Semenivka, regiunea Cernihiv, Ucraina.

## Demografie
Componența lingvistică a localității Uleanivske
     Ucraineană (81,4%)
     Rusă (18,6%)
Conform recensământului din 2001, majoritatea populației localității Uleanivske era vorbitoare de ucraineană (81,4%), existând în minoritate și vorbitori de rusă (18,6%).